# 维克多·L·伯格尔
维克多·L·伯格尔（英語：Victor Luitpold Berger，1860年2月28日—1929年8月7日），奥地利裔美国社会主义政治家和新闻工作者，美国社会民主党及其后继者美国社会党创始成员。伯格尔生于奥地利-匈牙利，早年移民美国并成为威斯康星州重要而有影响力的社会主义记者，他帮助建立了所谓的下水道社会主义运动。作为政治家，他在1910年当选为美国第一个社会主义美国联邦众议员，代表威斯康星州密尔沃基市一区。
1919年，伯格尔因宣传他的反干预主义观点被判决违反间谍法，结果被剥夺了他曾两次当选的众议员席位。该判决最终在1921年被最高法院的伯格尔诉美利坚合众国一案中被推翻。在20世纪20年代，伯格尔又连续三次当选参议员。